# Thysselinum nigrum
Thysselinum nigrum är en flockblommig växtart som beskrevs av Conrad Moench. Thysselinum nigrum ingår i släktet Thysselinum och familjen flockblommiga växter. Inga underarter finns listade i Catalogue of Life.